# Újléta, Hajdú-Bihar
Újléta este un sat în districtul Nyíradony, județul Hajdú-Bihar, Ungaria, având o populație de 1.111 locuitori (2011). 

## Demografie
Componența etnică a satului Újléta
     Maghiari (83,55%)
     Romi (15,77%)
     Alții (0,68%)
Componența confesională a satului Újléta
     Reformați (55,09%)
     Fără religie (18,36%)
     Romano-catolici (3,6%)
     Greco-catolici (3,33%)
     Necunoscută (19,62%)
     Alte religii (4,05%)
Conform recensământului din 2011, satul Újléta avea 1.111 locuitori. Din punct de vedere etnic, majoritatea locuitorilor (83,55%) erau maghiari, cu o minoritate de romi (15,77%).  Din punct de vedere confesional, majoritatea locuitorilor (55,09%) erau reformați, existând și minorități de persoane fără religie (18,36%), romano-catolici (3,6%) și greco-catolici (3,33%). Pentru 19,62% din locuitori nu este cunoscută apartenența confesională.